# 泉佐野ジャンクション

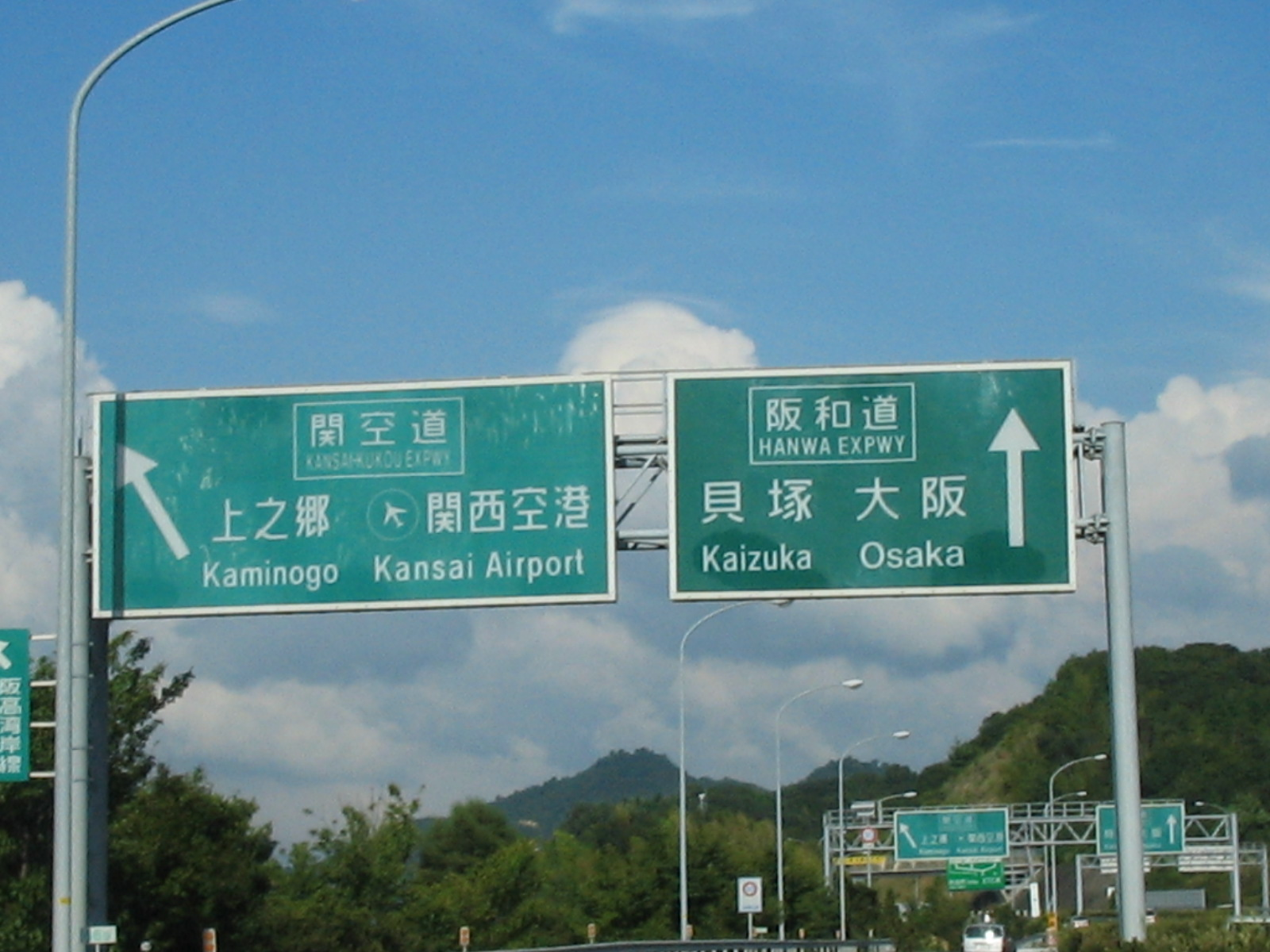
案内板（和歌山方面から）

泉佐野ジャンクション（いずみさのジャンクション）は、大阪府泉佐野市にある、阪和自動車道と関西空港自動車道を接続するジャンクションである。りんくうジャンクションで関空道から分岐している阪神高速4号湾岸線と阪和道を連絡する役割も果たしている。ここから大阪湾岸部・大阪市内・神戸方面に行くには、関西空港自動車道から阪神高速4号湾岸線を利用するほうが所要時間は短くなり、割安な通行料金となる。

## 道路
- E26 阪和自動車道（18番）
- E71 関西空港自動車道

## 隣
E26 阪和自動車道
(17)貝塚IC - (18)泉佐野JCT - (19)泉南IC
E71 関西空港自動車道
(18)泉佐野JCT - (1)上之郷IC/泉佐野TB